# Polvere di stelle (serie televisiva)
Polvere di stelle (Bob Hope Presents the Chrysler Theatre) è una serie televisiva statunitense in 108 episodi trasmessi per la prima volta nel corso di 4 stagioni dal 1963 al 1967.

## Trama
È una serie televisiva di tipo antologico in cui ogni episodio rappresenta una storia a sé. Gli episodi sono storie di genere vario, tra cui musical, drammatico e commedia, e vengono presentati da Bob Hope.

## Attori
Alcune delle celebrità che apparvero negli episodi di Polvere di stelle sono: Phyllis Avery, Ida Lupino, Sam Peckinpah, Peter Falk, Hugh O'Brian, Shelley Winters, Cliff Robertson, John Cassavetes, Jack Lord, William Shatner, Angie Dickinson, Lola Albright, Suzanne Pleshette, Robert Stack, Dina Merrill, Darren McGavin, Broderick Crawford, Groucho Marx e Stuart Whitman.

## Produzione
La serie fu prodotta da Hovue Enterprises e Morpics e Universal TV e girata negli studios della Universal a Universal City in California.
Per la sua interpretazione nell'episodio Two is the Number (1964), Shelley Winters vinse un Emmy Award come miglior attrice protagonista in una serie TV.

### Registi
Tra i registi della serie sono accreditati:
- Stuart Rosenberg (10 episodi, 1963-1966)
- Sydney Pollack (5 episodi, 1963-1965)
- Ron Winston (4 episodi, 1964-1965)
- David Butler (3 episodi, 1964-1965)
- Lawrence Dobkin (3 episodi, 1964-1965)
- Jack Arnold (2 episodi, 1963-1964)
- Fielder Cook (2 episodi, 1964)
- Harvey Hart (2 episodi, 1966-1967)
- Hal Kanter (2 episodi, 1966-1967)
- S. Lee Pogostin (2 episodi, 1966-1967)
- James Goldstone (2 episodi, 1967)
- Sam Peckinpah (1 episodio, 1967)

## Distribuzione
La serie fu trasmessa negli Stati Uniti dal 1963 al 1967 sulla rete televisiva NBC. 
In Italia è stata trasmessa con il titolo Polvere di stelle.
Alcuni episodi furono trasmessi negli Stati Uniti in replica dal 1968 al 1972 con diversi titoli: NBC Adventure Theatre (1971-1972), NBC Action Playhouse (1971-1972), NBC Comedy Playhouse (1968-1970) e NBC Comedy Theater (1971-1972). Le introduzioni di Bob Hope furono sostituite da quelle di altri presentatori, come ad esempio Peter Marshall (NBC Action Playhouse), Art Fleming (NBC Adventure Theatre nel 1971), Ed McMahon (NBC Adventure Theatre nel 1972), Monty Hall (NBC Comedy Playhouse nel 1968) and Jack Kelly (NBC Comedy Playhouse nel 1970, e NBC Comedy Theater). In syndication, la serie fu trasmessa con i titoli Universal Star Time e Theatre of the Stars, senza le presentazioni di Hope.
Alcune delle uscite internazionali sono state:
- negli Stati Uniti il 27 settembre 1963 (Bob Hope Presents the Chrysler Theatre e altri titoli)
- in Francia il 3 dicembre 1969
- in Italia (Polvere di stelle)
- in Finlandia (Tähtiteatteri)
- nel Regno Unito (Theatre of Stars)

## Episodi
| Stagione         | Episodi | Prima TV USA |
| ---------------- | ------- | ------------ |
| Prima stagione   | 29      | 1963-1964    |
| Seconda stagione | 26      | 1964-1965    |
| Terza stagione   | 27      | 1965-1966    |
| Quarta stagione  | 26      | 1966-1967    |